# Liste der geschützten Landschaftsbestandteile im Landkreis Garmisch-Partenkirchen
Im Landkreis Garmisch-Partenkirchen gab es im Februar 2023 insgesamt 3 ausgewiesene geschützte Landschaftsbestandteile.

## Geschützte Landschaftsbestandteile
| Hangquellenmoor an der Pflegerseestraße        | BW | LB-00017 | Garmisch-Partenkirchen | ⊙ | 1,72 |  |
| Langer Köchel und Umgebung im Murnauer Moos    |    | LB-00061 | Murnau am Staffelsee, Murnau a.Staffelsee | ⊙ | 63,2 |  |
| Römerstraße bei Klais                          |    | LB-00060 | Mittenwald, Krün Lage an der Gemeindegrenze zu Krün, Ortsteil Klais. Teil der sogenannten Via Raetia. Bodendenkmal in Mittenwald (und angrenzend in Krün) sowie Geotop Nr. 180G007. | ⊙ | 1,58 |  |
| Legende für Geschützter Landschaftsbestandteil |    |          | |   |      |  |